# Fussels Corner
Fussels Corner és una concentració de població designada pel cens dels Estats Units a l'estat de Florida. Segons el cens del 2000 tenia 5.313 habitants.

## Demografia
Segons el cens del 2000, Fussels Corner tenia 5.313 habitants, 2.236 habitatges, i 1.647 famílies. La densitat de població era de 290,6 habitants/km².
Dels 2.236 habitatges en un 21% hi vivien nens de menys de 18 anys, en un 59,7% hi vivien parelles casades, en un 9,6% dones solteres, i en un 26,3% no eren unitats familiars. En el 20,8% dels habitatges hi vivien persones soles el 9,6% de les quals corresponia a persones de 65 anys o més que vivien soles. El nombre mitjà de persones vivint en cada habitatge era de 2,38 i el nombre mitjà de persones que vivien en cada família era de 2,68.
Per edats la població es repartia de la següent manera: un 19,7% tenia menys de 18 anys, un 6,2% entre 18 i 24, un 21,8% entre 25 i 44, un 27,4% de 45 a 60 i un 24,9% 65 anys o més.
L'edat mediana era de 47 anys. Per cada 100 dones de 18 o més anys hi havia 98 homes.
La renda mediana per habitatge era de 34.395 $ i la renda mediana per família de 41.263 $. Els homes tenien una renda mediana de 26.145 $ mentre que les dones 20.293 $. La renda per capita de la població era de 17.998 $. Entorn del 8,6% de les famílies i el 13,7% de la població estaven per davall del llindar de pobresa.

## Poblacions més properes
El següent diagrama mostra les poblacions més properes.